# Rashidan (distrikt)
Rashidan är ett distrikt i Afghanistan. Det ligger i provinsen Ghazni, i den centrala delen av landet, 130 kilometer sydväst om huvudstaden Kabul. Administrativ huvudort är Rashidan.
Distriktet beräknades år 2022 ha cirka 21 000 invånare.